# János Váradi
János Váradi, född den 28 februari 1961 i Kemecse, Ungern, är en ungersk boxare som tog OS-brons i flugviktsboxning 1980 i Moskva. I semifinalen 1980 slogs han ut av Viktor Miroshnichenko från Sovjetunionen.